# 1624 w literaturze
Wydarzenia literackie w 1624 roku.

## Nowe książki
- polskie
- zagraniczne
  - Thomas Heywood, Gynaikeion; or, Nine Bookes of Various History. Concerninge Women

## Urodzili się
- Angelus Silesius, poeta niemiecki

## Zmarli
- Edmund Prys, walijski poeta